# Hængebro
En hængebro er en bro, hvor brobanen er ophængt i stærke kabler udspændt imellem faste ankre. 
Opfindelsen er givetvis flere tusinde år gammel, da den bygger på én enkel simpel teknologi, nemlig tovværk. De ældste rester findes i Kina og er fra 2. århundrede f.Kr..
Senere blev der tilføjet piller (kaldet pyloner) til at hæve de bærende kabler op fra niveau og strenge eller stænger til at ophænge brobanen vandret. 
Verdens længste hængebroer efter afstanden mellem hovedbropillerne:
1. 1915 Çanakkale Bridge (Tyrkiet) 2.023 meter – 2022
2. Akashi-Kaikyo broen (Japan) 1.991 meter – 1998
3. Yangsigang Bridge (Kina) 1.700 meter – 2019
4. Xihoumen Bridge (Kina), 1.650 meter — 2007
5. Østbroen som er en del af storebæltsforbindelsen er Danmarks længste hængebro.Storebæltsbroen (Danmark) 1.624 meter – 1998
6. Humber Bridge (England) 1.410 meter – 1981
7. Jangyn broen (Kina, Yangtze-floden) 1.385 meter – 1999
8. Tsing Ma broen (Hong Kong) 1.377 meter – 1997
9. Verrazano Narrows Bridge (USA) 1.298 meter – 1964
10. Golden Gate broen (USA) 1.280 meter – 1937
11. Sotrabroen (Norge) 1.236 meter – 1971
12. Högakustenbroen (Sverige) – 1.210 meter – 1997
13. Mackinac Bridge (USA) 1.158 meter – 1957
14. Minami Bisan-Seto broen (Japan) 1.118 meter – 1988